# Jorge Aizkorreta
Jorge Aizkorreta Jurado (Baracaldo, Vizcaya, 6 de febrero de 1974) es un exfutbolista español que se desempeñaba como portero. 

## Trayectoria
Se formó en las categorías inferiores del Athletic Club, donde fue progresando hasta su llegada al Bilbao Athletic en 1993. El filial rojiblanco se encontraba en Segunda División, dirigido por Koldo Aguirre. Jorge se ganó la titularidad a partir de noviembre y fue indiscutible tanto para esa temporada como para la siguiente. Además, en la temporada 1994-95 entró en varias convocatorias del primer equipo, sin llegar a debutar. De cara a la campaña 1995-96 promocionó definitivamente al Athletic Club como recambio de Juanjo Valencia. El 3 de diciembre de 1995 debutó como titular, en Primera División, frente al Real Valladolid en San Mamés. El 4 de febrero de 1996 jugó su segundo partido, tras la expulsión de Valencia, en una derrota frente al Real Oviedo (0-1). A continuación, jugó las siguientes seis jornadas, donde sólo se logró un triunfo y volvió al banquillo.
De cara a la temporada 1996-97 se marchó al CD Logroñés de Primera División. En el equipo riojano coincidió con Andoni Cedrún, al que acabó arrebatándole la titularidad. Tras el descenso de categoría, se mantuvo dos campañas en Segunda División jugando cerca de sesenta partidos.
Para la campaña 1999-00 firmó por el CF Extremadura, donde estuvo a la sombra de Ronald Gaspercic. En la temporada 2000-01 se incorporó al Racing de Ferrol, donde fue indiscutible durante dos campañas.En el verano de 2002 decidió aceptar la oferta del Elche CF.En el cuadro ilicitano comenzó como suplente, pero tras la marcha de Toni Jiménez en enero se hizo con la titularidad hasta final de temporada.En la campaña 2003-04 fue suplente de Dani Mallo, por lo que apenas jugó tres encuentros.Se retiró con 31 años, en 2005, tras pasar su último año como profesional en blanco por problemas de espalda.
Tras su retirada, montó un centro de pilates en Logroño.

## Selección nacional
El 29 de noviembre de 1994 debutó como internacional sub-21. Fue portero suplente de la selección olímpica española en los Juegos Olímpicos de Atlanta 1996.
| Club                  | País   | Año         | Partidos |
| Bilbao Athletic       | España | 1993 - 1995 | 62       |
| Athletic Club         | España | 1995 - 1996 | 8        |
| CD Logroñés           | España | 1996 - 1999 | 85       |
| CF Extremadura        | España | 1999 - 2000 | 4        |
| Racing Club de Ferrol | España | 2000 - 2002 | 74       |
| Elche CF              | España | 2002 - 2005 | 28       |

## Vida personal
Es hermano del exfutbolista Francisco Javier Aizkorreta (1960) que jugó en el Bilbao Athletic y Sestao Sport Club.